# Hernán Cortés Moreno
Hernán Cortés Moreno (Cádiz, 1953) es un pintor español dedicado al retrato.

## Biografía
Nacido en una familia de médicos, empezó a estudiar medicina, pero abandonó sus estudios para dedicarse a la pintura. Estudió en la Escuela Superior de Bellas Artes Santa Isabel en Sevilla, donde fue alumno de Antonio Agudo. Completó su formación artística en la Escuela Superior de San Fernando de Madrid.
Es académico de número de la Real Academia de Bellas Artes de Cádiz, de la de San Fernando, y de la Hispanoamericana, y pertenece al Real Patronato del Museo del Prado desde 2013. Es principalmente conocido por sus retratos a personajes de la cultura, de la economía y de la política.
Sus retratos de los siete redactores de la Constitución española de 1978 se encuentran en la Sala Constitucional del Congreso de los Diputados;
 también ha realizado para el Congreso y el Senado de España los conjuntos de retratos conmemorativos de las elecciones de 1977 y de la Constitución de 1978.

## Premios y reconocimientos
- 2015 - Medalla de la provincia de Cádiz[6]
- 2015 - Medalla de Honor de la Real Academia de Bellas Artes de Nuestra Señora de las Angustias de Granada[7]
- 2019 - Ingresa en la Real Academia de Bellas Artes de Madrid.[8]